# Esoterismo in Germania e Austria
L'esoterismo in Germania e Austria è stato connotato da una storia piuttosto ricca e prolifica, specialmente nel corso del periodo 1880-1945, che ha visto susseguirsi movimenti quali la teosofia, l'antroposofia, l'ariosofia ed altri, i quali sono stati oggetto di studio da parte di Nicholas Goodrick-Clarke nel saggio The Occult Roots of Nazism uscito nel 1985.

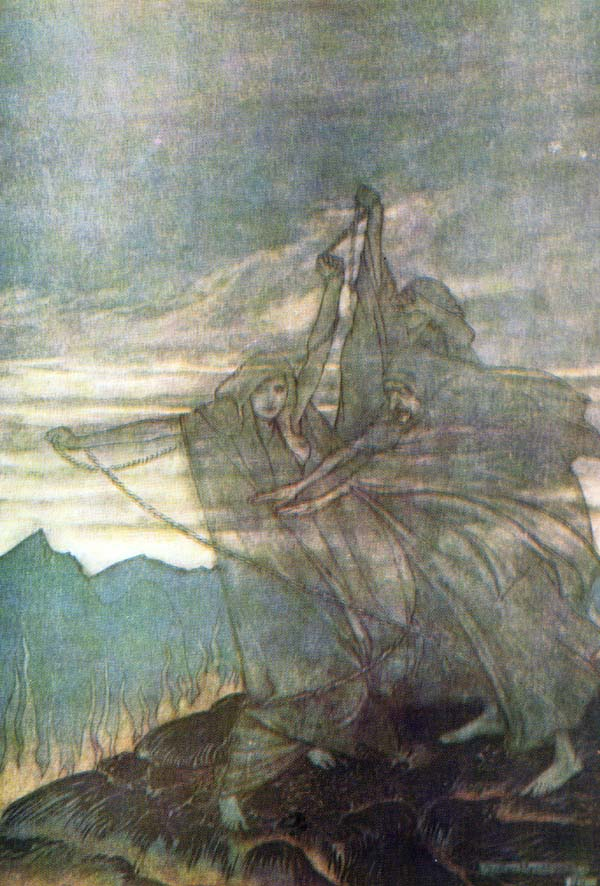
Le Norne tessono il filo del destino, dipinto di Arthur Rackham ispirata al Götterdämmerung di Wagner.

Tali correnti, spesso contrapposte tra di loro, contribuirono a un forte rinnovamento del panorama culturale europeo nell'ambito filosofico-esoterico, pur affondando le loro radici in epoche precedenti, in particolare negli antichi culti norreni e nel Medioevo.

## Dal Medioevo all'Ottocento

### Templari e occulto
Tra gli eventi che influorono sul milieu esoterico nei paesi di lingua tedesca vi fu la fondazione dell'ordine monastico-militare dei Cavalieri Templari, il cui nucleo originario nacque intorno al 1119, durante l'epoca delle Crociate; da un certo punto in poi esso venne sempre più a distinguersi per la creazione di una fitta rete finanziaria che collegava i vari Stati europei del tempo. Nel 1307 il re Filippo IV di Francia monta contro di loro una violenta "campagna diffamatoria" nel tentativo di espropriare l'ordine di tutta l'influenza economica e politica accumulata sempre più velocemente nei 2 secoli della sua storia. I Templari furono così accusati di satanismo, omosessualità e bestemmia e spietatamente soppressi; i loro capi sono stati condotti alla morte sul rogo il 18 marzo 1314.
Le circostanze, mai del tutto completamente chiarite, riguardanti la loro caduta hanno ben presto dato origine ad una selva di leggende sui Templari. In Germania, "dove la crescita dei riti massonici devianti era maggiore", l'eredità dei Templari è stata adottata dalla Massoneria irregolare (ufficialmente, la massoneria viene fondata in Inghilterra solo nel 1717). L'ideale di una massoneria cavalleresca si è sviluppata per la prima volta nel Regno di Francia attorno al 1737.

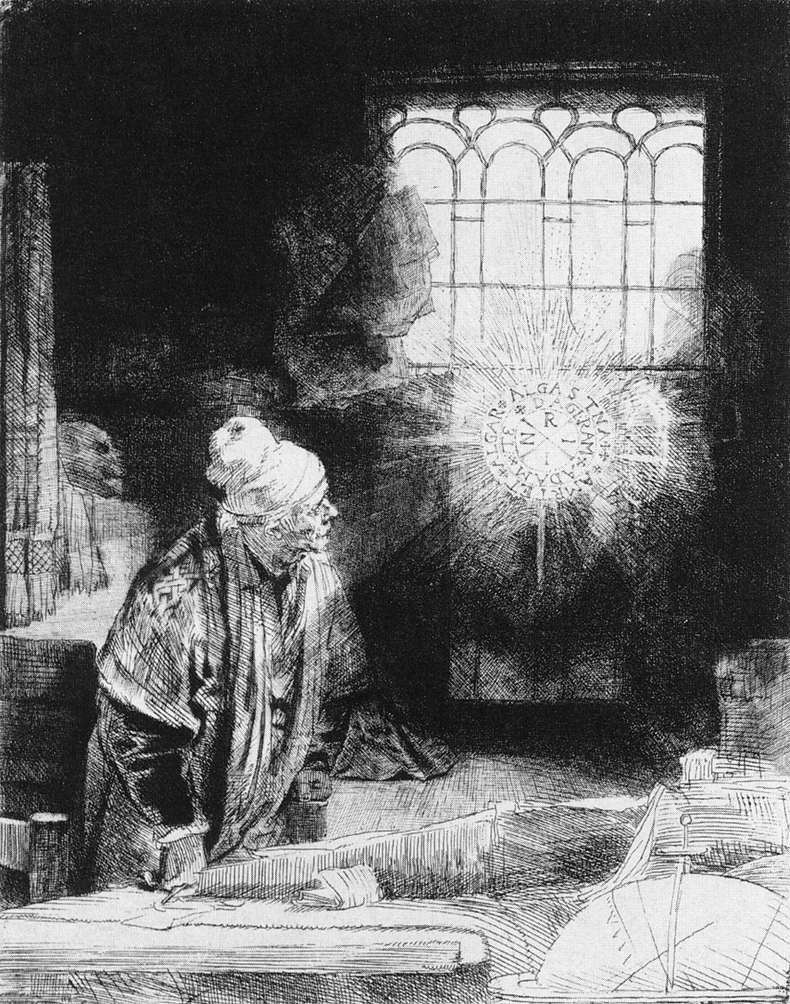
Incisione di Rembrandt ispirata al mito di Faust (1650).

Nel 1775 il barone tedesco Karl Gotthelf von Hund fonda l'ordine o rito della Stretta Osservanza, rivendicando il possesso di documenti segreti templari i quali avrebbero dimostrato inequivocabilmente che il rito da lui introdotto rappresentava la legittima eredità dei cavalieri templari originari.

### Rosacrocianesimo
Dopo varie personalità del Rinascimento tedesco, tra cui spicca Cornelio Agrippa (autore del De occulta philosophia), tra il XVII e il XVIII secolo la Germania era diventata culla di numerose correnti spirituali del misticismo cristiano, come la teosofia di Jacob Böhme, ed il movimento segreto dei Rosacroce, fiorito in varie gradazioni, che fu reso noto agli inizi del '600, quando vennero fatte stampare a Kassel le tre opere di Johann Valentin Andreae.
Una di queste, Le nozze chimiche di Christian Rosenkreutz (1616), pare essere un trattato di alchimia, mentre gli altri due (per i quali la paternità di Valentin Andreae non stata mai fuor di dubbio dimostrata) annunciano l'esistenza dei "Rosa+Croce"; organizzazione questa che chiede e vuole una "riforma universale e generale di tutto il mondo". Tale ordine faceva risalire le proprie origini a Christian Rosenkreutz, che si suppone sia vissuto tra il 1378-1484.
Nel 1747 o 1757 un ordine rosacrociano-massonico chiamato "Gold- und Rosenkreuz" viene fondato a Berlino, con una gerarchia a 9 gradi basata sull'Albero della vita della Cabala ebraica
Quest'organizzazione comprendeva in qualità di suoi membri più illustri il re Federico Guglielmo II di Prussia e il suo più alto consigliere Johann Christoph von Wöllner.
Simbologie e riferimenti occulti ritornano nelle opere di Goethe, tra cui il Faust. Uno dei suoi testi contenente espliciti contenuti ermetici, e presumibilmente massonici, è la favola del Serpente verde, densa di allusioni all'alchimia e alle Nozze di Christian Rosenkreuz.
Tra gli altri esponenti dell'esoterismo austro-tedesco di questo periodo, Mozart traspose nel  Flauto magico vari riferimenti ai rituali massonici e dell'antico Egitto.

## Rinascita tedesca dell'occulto

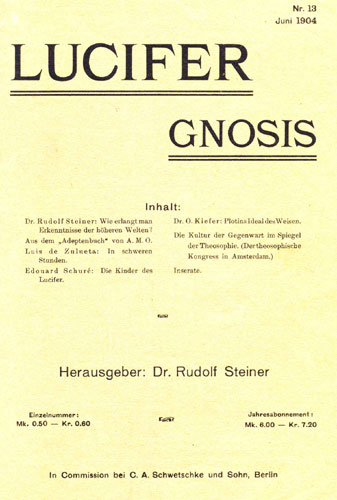
Copertina del giugno 1904 della pubblicazione Lucifer Gnosis.

La rinascita moderna dell'occultismo in terra tedesca si deve principalmente grazie alla popolarità assunta dall'opera della Società teosofica nel mondo anglosassone negli anni 80 dell'Ottocento.

### Teosofia
Il primo distaccamento teosofico tedesco viene fondato nel luglio 1884 sotto la presidenza di Wilhelm Hübbe-Schleiden, un nazionalista tedesco conservatore nonché ricercatore spirituale, che ha cercato di dimostrare la teosofia su una base più prettamente scientifica. Tra il 1886 e il 1895 Hübbe-Schleiden ha pubblicato il periodico mensile Die Sphinx.
A Vienna un'associazione teosofica è stata fondata nel 1887 e il suo presidente era Friedrich Eckstein (amico e collaboratore di Sigmund Freud). Nella cerchia degli adepti vi è anche Franz Hartmann (autore di opere di geomanzia e astrologia), uno dei leader teosofici che più hanno sottolineato l'importanza ed il valore dell'esperienza spirituale personale; anche il giovane Rudolf Steiner era uno dei suoi affiliati.
Una "Società Teosofica Tedesca", come ramo della "Fratellanza Internazionale Teosofica", è stata fondata nel 1896 quando un nutrito gruppo di teosofi nordamericani vicini a William Quan Judge, Katherine Tingley, E. T. Hargrove and C. F. Wright hanno compiuto un lungo viaggio attraverso l'Europa. Il suo presidente è stato Hartmann, che ha poi anche fondato un monastero teosofico-laico ad Ascona nel 1889.
Il suo periodico "Lotusblüten" (1892-1900) è stata la prima pubblicazione tedesca ad utilizzare nella sua copertina la svastica (lo swastika) teosofica. L'esempio dato da Hartmann ha fornito l'impulso a Paul Zillmann per fondare la "Metaphysische Rundschau" nel 1896.

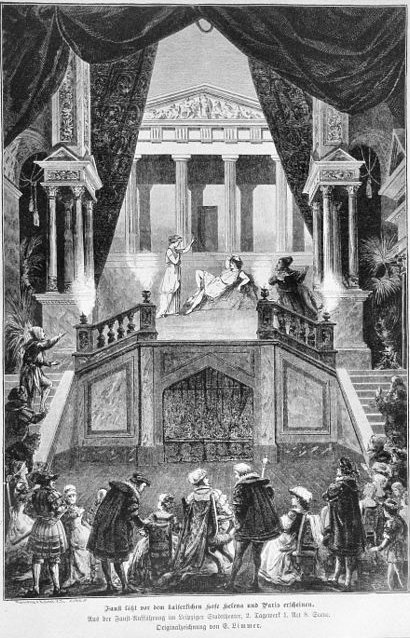
Locandina ispirata al Faust goethiano (1883).

Steiner è diventato segretario generale della Società Teosofica Tedesca nel 1902. Cercando di sviluppare un percorso esoterico adatto per l'era moderna e con l'impegno dichiarato di utilizzare una metodologia scientifica, adottando in particolare il metodo scientifico goethiano, egli era ancora in questo periodo orientato verso il risveglio autonomo delle esperienze spirituali in ogni singolo individuo, piuttosto che a seguire pedissequamente le indicazioni date da una qualche autorità o guru. La sua concezione evolutiva lo portava infatti ad enfatizzare la libertà umana. A lui si deve la pubblicazione del periodico Luzifer a Berlino tra il 1903-1908.
A Vienna esisteva inoltre un'Associazione per l'Occultismo, collegata ad una persona di nome Philipp Maschlufsky; a partire dal 1903 pubblicò una rivista chiamata Die Gnosis la quale venne in seguito assorbita dal Luzifer di Steiner per essere quindi ribattezzato Lucifer-Gnosis. 
Potrebbe essere stato il desiderio di contrastare l'influenza di Steiner nella sottocultura occulta ad aver portato Hartmann a favorire la pubblicazione di diversi nuovi periodici a lui più idealmente vicini. La "Casa Editrice Teosofica" è stata fondata dall'astrologo Hugo Vollrath a Lipsia nel 1906. Tra le riviste dell'occulto pubblicate vi è stata "Prana" (1909-1919), inizialmente a cura di Karl-Brandler Pracht e più tardi a cura di Johannes Balzli . Prima di allora, l'editore e filologo Wilhelm Friedrich Ritschl aveva già pubblicato le opere di Hartmann e Hübbe-Schleiden, così come varie traduzioni dei teosofi inglesi a Lipsia.
W.F. Ritschl aveva anche pubblicato i lavori occulti di Max Ferdinand Sebaldt von Werth (1859-1916). Inizialmente, questo autore aveva collaborato con Moritz von Egidy padre, un pensatore moralista, sul periodico "Das angewande Christentum", ma in seguito avrebbe scritto di libri sulla "religione sessuale degli ariani" anticipando in tal modo almeno in parte l'Ariosofia.

### Antroposofia

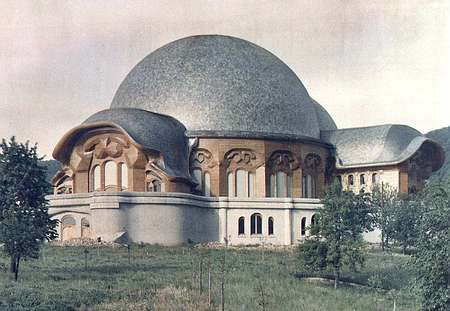
Il primo Goetheanum, sede della Società antroposofica a Dornach, che nelle originarie intenzioni di Steiner sarebbe dovuto sorgere a Monaco di Baviera.

Al più tardi dal 1907 in poi le tensioni tra Rudolf Steiner e la Società Teosofica cominciarono a crescere in maniera costante e progressiva, fino a sfociare nel 1912 col distacco definitivo di Steiner e la creazione dell'Antroposofia.
Vi erano due cause principali per la rottura insanabile tra le due visioni; uno era l'orientamento verso il cristianesimo europeo da parte Steiner, rispetto alla visione più fortemente basata sull'Induismo di Annie Besant ed il maggior interesse orientale-asiatico dei teosofi sotto la sua guida; ma più nell'immediato Steiner aveva pubblicamente preso le distanze dalla promozione che stava facendo la Besant di Jiddu Krishnamurti come nuovo presunto messia universale.
A questo punto Steiner ed un gruppo di teosofi tedeschi di primo piano fonda ufficialmente la "Società Antroposofica" nel mese di dicembre del 1913; presto la stragrande maggioranza dei membri tedeschi della "Società Teosofica" li segue nel nuovo gruppo; i transfughi vengono esclusi definitivamente dalla Società Teosofica nel gennaio 1914.

### Guido von List e Jörg Lanz von Liebenfels
Guido von List a Vienna è stato attivo inizialmente in qualità di giornalista e scrittore, in seguito si volse verso l'esoterismo, diventando così poco alla volta il primo autore popolare ad aver combinato l'ideologia del movimento völkisch e l'occultismo nel tipo di una dottrina esoterica che ora collettivamente viene etichettata col nome di "Ariosofia".

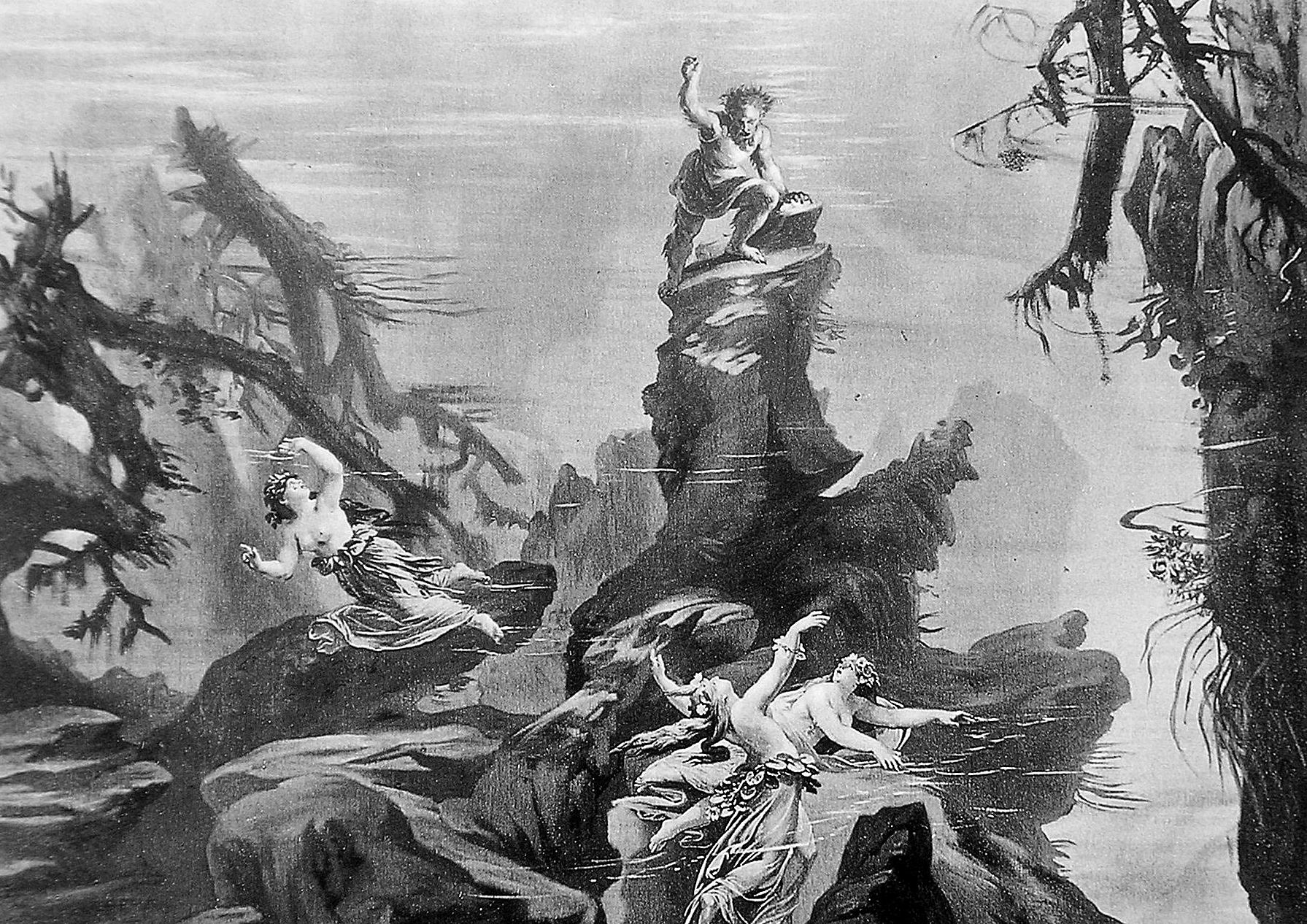
Illustrazione dell'Oro del Reno di Richard Wagner.

Nel settembre 1903 il periodico occultista Die Gnosis include tra le sue pagine un articolo di List in cui egli, riferendosi a Sebaldt von Werth, inizia ad articolare un discorso riguardante "una religione occulta germanica" originale (e quindi precedente alla venuta del cristianesimo).
Nel decennio successivo, List ha continuato a lavorare su questo argomento, facendo anche riferimenti alle opere di Madame Blavatsky e William Scott-Elliot.. Nel suo concetto di Armanesimo, a suo dire la religione della élite teocratica dell'arcaico passato germanico, List ha preso in prestito gran parte del materiale filosofico-letterario utilizzato direttamente dalla Massoneria e dai Rosacroce.
Dal momento che il suo manoscritto, che propone la ricerca sull'antico alfabeto runico quale "mezzo di conoscenza occulta", viene respinto dall'Accademia Imperiale delle Scienze di Vienna, i sostenitori di List formarono la "Guido-von-List-Gesellschaft" (Società von List) per finanziare la sua ricerca. La Società è stata fondata ufficialmente il 2 marzo 1908; i suoi membri includevano sia autori völkisch che occultisti (per esempio Franz Hartmann e i membri della Società Teosofica viennese al gran completo). Alcuni membri interni della Società List hanno anche partecipato alle attività del "Hoher Armanen-Orden". Questo ordine, però, non ha raggiunto alcun significato come organizzazione oltre che in qualità di appoggio al lavoro di List.
Jörg Lanz (von Liebenfels) era stato monaco dell'ordine cistercense tra i 19 e i 25 anni, quando ne venne espulso per imprecisate immoralità di tipo sessuale (o relazioni intime con giovani donne o omosessualità, non è mai stato del tutto chiarito). Nel 1903 ha pubblicato un lungo articolo intitolato Anthropozoon Biblicum nel "Vierteljahrsschrift für Bibelkunde", un periodico per la ricerca biblica.
Nel 1905 i suoi studi su questo argomento si erano accumulati e raccolti nel libro Theozoologie, un amalgama di fonti giudaico-cristiane tradizionali e scienze della vita contemporanee. Tra le altre cose, Lanz ha anche proposto un'interpretazione spesso molto radicale e considerata eretica del testo e delle fonti bibliche, in base alla quale afferma tra l'altro che lo scopo del Vecchio Testamento era stato quello di mettere in guardia la razza ariana dall'incrocio (realizzato dal meticcio) con i Pigmei.
Nel 1905 Lanz creò la rivista Ostara; uno dei pochi altri collaboratori di questa rivista accanto a Lanz stesso era il teosofo Harald Gravell von Jostenoode (1856-1932), che ha anche curato una serie di numeri della rivista di Hatmann "Lotusblüten".

### Astrologia
Tra i teosofi l'astrologia ha goduto di un forte ritorno di popolarità; testi astrologici di Karl Brandler-Pracht, Otto Pöllner, Ernst Tiede e Albert Knief apparvero stampati dalla Casa Editrice Teosofica a Lipsia: Pracht aveva anche fondato la prima società astrologica viennese nel 1907.
Erik Jan Hanussen, un ebreo austriaco che in seguito sarebbe diventato il più famoso esperto di chiaroveggenza di tutta l'area germanica (grazie anche alle predizioni di successo fatte ad Adolf Hitler), ha dato la sua prima sessione occulta con E. K. Hermann a Vienna nel 1911.

### Altri sviluppi
La sottocultura occultista tedesca a Vienna era molto ben ramificata al momento dello scoppio della prima guerra mondiale.
L'Ordo Templi Orientis (OTO, di cui uno dei membri più noti ed influenti sarà Aleister Crowley) è nato dalle attività massoniche irregolari di Theodor Reuss, Franz Hartmann e Karl Kellner tra il 1895 e il 1906. Reuss era stato in contatto con il mago William Wynn Wescott, uno dei membri fondatori della Golden Dawn. Nel 1928 la "Fraternitas Saturni" tedesca è nata per scissione dall'OTO.
Ernst Wachler è stato uno degli autori völkisch ad aver sostenuto la "Società von List"; egli aveva fondato un teatro germanico a cielo aperto nelle montagne dell'Harz: questo teatro, chiamato verde stadio (Grüne Bühne), è stato poi chiuso nel 1937.
Il "Germanische Glaubens-Gemeinschaft" fondato nel 1907, è sostenuto dagli attuali gruppi che si rifanno all'Etenismo come diretto predecessore. Fondato e guidato dal pittore Ludwig Fahrenkrog, a partire dal 1908 il gruppo ha usato la svastica come uno dei suoi simboli distintivi. Dopo il 1938 l'uso della svastica gli venne proibito e al gruppo non era più permesso di tenere riunioni pubbliche. Tuttavia, a differenza di molti altri gruppi esoterici nella Germania nazista, il GGG non è stato costretto a sciogliersi, in parte a causa della posizione internazionale di Fahrenkrog come artista riconosciuto.

## Tra le due guerre (Repubblica di Weimar)

### Ariosofia, Ordo Novi Templi, e Lumenclub
Lanz aveva coniato già nel 1915 il termine "Ariosofia" la quale doveva rappresentare ed essere la saggezza occulta per quanto riguardava la razza ariana; a partire dal 1920 ha poi utilizzato questo nome per indicare la propria personale dottrina. Sia List che Lanz hanno salutato lo scoppio della prima guerra mondiale come evento che avrebbe iniziato una lotta millenaria.
List scrisse i suoi rapporti di ricerca sugli ario-germanici tra il 1908-13, ma ancora nel 1917 apparvero due suoi articoli in successione sulla rivista Prana (morì a Berlino nel 1919). La "Società List", costituitasi in suo onore, ha continuato ad operare anche dopo la morte del maestro, ma non si conosce molto né con esattezza delle attività svolte. Al contrario un'organizzazione fondata attorno al 1907 da Lanz acquisì presto più importanza e notorietà; si tratta dell'Ordo Novi Templi (ONT) o Ordine dei Nuovi Templari.
Nel 1932, influenzato dai concetti espressi dall'Ariosofia, un industriale tedesco membro dell'ONT di nome Johann Walthari Wölfl fonda a Vienna un'associazione chiamata "Lumenclub", i cui membri si sovrapposero in parte a quelli dell'ONT. La forte simpatia ideologica espressa dal club per il Partito Nazionalsocialista Tedesco dei Lavoratori è fuori discussione, agendo come suo centro di propaganda, raccolta di aderenti e sviluppo in Austria (ove dal 1934 era stato messo fuorilegge). Ha finito poi tuttavia, assieme ad altri gruppi esoterici, con l'essere soppresso: il Lumenclub cessa di esistere nel 1942 per ordine della Gestapo, in applicazione dell'editto emanato alla fine del 1938 e rivolto contro molti gruppi settari.
Intanto, dopo l'Anschluss del marzo 1938, a Lanz venne proibito di continuare a pubblicare e i suoi scritti vietati
Anche gli ariosofi Werner von Bülow e Herbert Reichstein avevano applaudito a gran voce l'avvento del Terzo Reich nelle loro riviste esoteriche.

### Occultismo runico
Influenzato sia da List che da Lanz, nel 1918 in Germania, Rudolf John Gorsleben dà il via ad un nuovo movimento ariano occultista
Dal momento che l'importanza esoterica delle rune (inizialmente sviluppata da List attraverso le cosiddette rune armaniche) è stata al centro della sua visione del mondo, Goodrick-Clarke parla in questo contesto di un vero e proprio occultismo delle rune.
Due autori si distinguono, in quanto impegnati in un'interpretazione delle rune in "un senso e contesto meno esplicitamente ariano-razzista": Friedrich Bernhard Marby e Siegfried Adolf Kummer si sono concentrati più sul lato pratico dell'occultismo runico. Nel 1936 Friedrich Bernhard Marby è stato arrestato e mandato in un campo di concentramento (prima a Flossenbürg e poi a Dachau); egli è sopravvissuto, riprendendo la sua ricerca occulta dopo la guerra.
Responsabile della sua incarcerazione potrebbe essere stato Karl Maria Wiligut, che era consigliere particolare di Heinrich Himmler nel campo dell'occulto. Willigut era del parere che Marby (e anche Kummer) stessero portando "il santo patrimonio ariano in discredito e al ridicolo". Wiligut aveva anche identificato l'Irminismo wiligutiano come la vera religione ancestrale, affermando che l'Odinismo e lo studio runico di Guido von List fosse in realtà nient'altro che una falsa religione scismatica; tutto questo non sembra essere estraneo all'arresto di Marby.
Altre misure contro i gruppi esoterici erano probabilmente il risultato della politica nazista generale di soppressione violenta di tutte le organizzazioni segrete e logge massoniche all'interno dei confini del Reich millenario.

### Altri movimenti

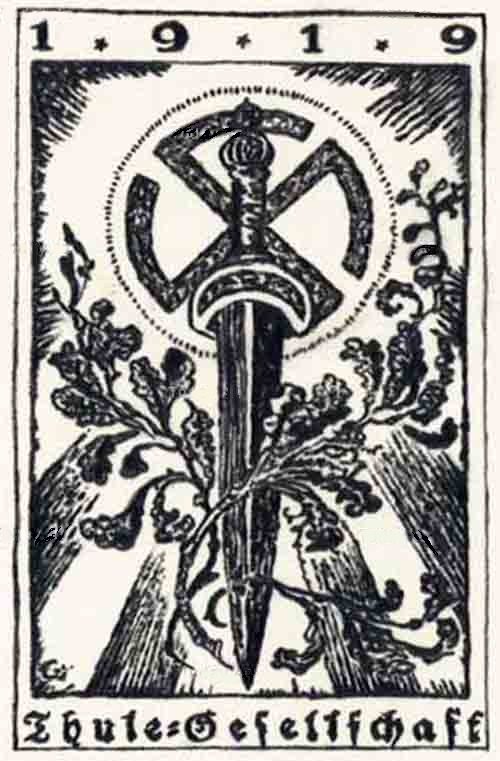
Emblema della società Thule.

Negli anni immediatamente successivi alla sconfitta militare del 1918 ci furono altri movimenti occulti molto fiorenti sia in Germania che in Austria; esempi significativi dell'atmosfera che aleggiava in questo ambiente si possono trovare negli scrittori e intellettuali Gustav Meyrink, Franz Spunda e Peryt Shou. 
Nel 1910, inoltre, era sorta la Società Thule, così chiamata dal nome della leggendaria isola di Thule, che raggiunse l'apice del suo successo nel 1919. Caratterizzata da un acceso nazionalismo e da un'ideologia pangermanista, si ispirava agli scritti teosofici di Guido von List e Lanz von Liebenfels. Tra i suoi membri annoverava Karl Harrer, Dietrich Eckart, Anton Drexler, Rudolf Hess, Alfred Rosenberg, Hans Frank, Gottfried Feder. L'eredità della società Thule fu raccolta dal Partito Nazionalsocialista Tedesco dei Lavoratori di Adolf Hitler, che vi fu iniziato in quello stesso anno.

## L'esoterismo nella Germania nazista

### Il movimento per la fede tedesca
Il movimento per la fede tedesca guidato negli anni 1933-45 da Jakob Wilhelm Hauer, studioso di indologia e appassionato di storia delle religioni, ha propagato e promosso un allontanamento dal cristianesimo per dirigersi verso una nuovissima religione ariano-nordica ispirata in parte anche all'induismo.

### Soppressione di Massoneria ed altri movimenti esoterici
La messa al bando della Massoneria nel Terzo Reich raggiunse da un certo momento in poi il livello di un'autentica persecuzione. Si stima che possano essere stati tra gli 80 e i 100.000 i massoni fatti assassinare durante il regime nazista. La loggia "Liberté chérie" è uno dei rarissimi casi di raggruppamento massonico fondato all'interno di un campo di concentramento: i massoni furono inviati nei campi di concentramento in qualità di prigionieri politici, e di conseguenza costretti ad indossare un triangolo rosso rovesciato.
All'interno dell'ideologia nazista si andava affermando che la massoneria fosse parte integrante del "complotto ebraico". Dal momento che molti gruppi esoterici emulavano apertamente la struttura a logge della Massoneria, i loro esponenti vennero fatti arrestare tramite la legge anti-massonica nazionalsocialista del 1935.
Anche "l'Ordine tedesco dei Druidi" venne chiuso con questa motivazione, nonostante le vibranti proteste dei suoi aderenti che fino all'ultimo si dichiaravano come esser non massoni, bensì buoni Druidi tedeschi.
Nella sua biografia di Richard Walther Darré, la storica Anna Bramwell osserva inoltre che una società segreta chiamata "Skald Order" fu vietata dai nazisti dopo il 1933 a causa del suo sospetto carattere massonico.
Diversi membri della Skald duravano ufficialmente nelle loro cariche durante il periodo del Reich, tra essi il dottor Ludolf Haase (membro fondatore del Skald), Herbert Backe e Theo Gross; tutto sembra essersi svolto sotto inchiesta segreta, anche se Backe si dice abbia avuto difficoltà causategli da Reinhard Heydrich, che ne aveva messo in dubbio la lealtà poco prima di morire.
Se l'ideologia nazista possedesse una propria visuale teorico nei riguardi delle varie dottrine esoteriche (a parte il confonderle con la Massoneria) non è ancora del tutto chiaro. Per quanto riguarda l'antroposofia, un libro pubblicato da Gregor Schwartz-Bostunitsch nel 1930 aveva denunciato Rudolf Steiner di frode e di essere nient'altro che un falso profeta. Schwartz-Bostunitsch era stato un entusiasta sostenitore dell'Antroposofia" dal 1923, ma ne era divenuto ostile a partire dal 1929 in seguito alla sua adesione alle SS.
L'astrologia è stata ufficialmente interdetta nella Germania nazista dopo il 1938. Tuttavia molti nazisti simpatizzavano ed avevano assidue frequentazioni con astrologi, fino al punto da far scrivere loro interpretazioni favorevoli di Nostradamus come forma di guerra psicologica e più tardi, nel 1936 Hitler stesso inviò personalmente un telegramma di saluto al congresso internazionale di astrologia che si stava tenendo a Düsseldorf.
L'attenzione dello Stato non era rivolto però a quei gruppi più eminentemente religiosi, almeno fino al 9 Giugno 1941 quando Heydrich, il capo della polizia di sicurezza, vietò tutte le organizzazioni massoniche e i gruppi esoterici sulla scia del volo in Scozia compiuto da Rudolf Hess, che pare fosse stato attratto ed influenzato nella sua decisione, oltre che dagli astrologi anche dalle teorie steineriane e antroposofiche dell'agricoltura biodinamica. Tuttavia, la soppressione delle organizzazioni esoteriche è iniziata molto presto, subito dopo che i nazisti ebbero acquisito il pieno potere governativo. La dottoressa Anna Bramwell sottolinea che i "razzisti occultisti sono stati banditi già nel 1934".
Presumibilmente il mago del palcoscenico, esperto di illusionismo ed occultista Franz Bardon aveva attirato l'attenzione di Adolf Hitler, così come gli altri "lavoratori per la Luce" ed è stato incarcerato in un campo di concentramento per tre mesi e mezzo nel 1945.

### Presa di distanza dalla Società Thule
Rudolf von Sebottendorff era stato ampiamente coinvolto nella Società Thule. Nel gennaio 1933 pubblicò il libro Bevor Hitler kam: Urkundlich aus der Frühzeit der Nationalsozialistischen Bewegung (Prima della venuta di Hitler: i documenti dei primi giorni del Movimento nazionalsocialista), che tuttavia non piacque alle autorità naziste. Il libro fu così bandito l'anno successivo; Sebottendorff venne arrestato ma riuscì fortunosamente a fuggire in Turchia.

### Esoteristi operanti nella Germania nazista
- Karl Spiesberger
- Ludwig Straniak
- Wilhelm Wulff
- A. Frank Glahn
- Karl Reichenbach
- Hellmut Wolff
- Thomas Charles Lethbridge
- Karl Ernst Krafft

## Dopo il 1945
Dopo il 1945, gli elementi esoterici del Terzo Reich sono sopravvissuti in nuove frange di occultismo inerenti al movimento völkisch, ispirate dalle opere di Miguel Serrano, Julius Evola, Savitri Devi ed altri, talora collegate con i fenomeni spirituali del neopaganesimo germanico.
Per il resto, dal dopoguerra ha potuto tornare a diffondersi l'antroposofia, sia nelle sue forme artistiche e religiose, sia nelle pratiche terapeutiche, che in Germania vengono riconosciute dallo Stato come «metodo speciale sanitario».